# Pellenes
Pellenes Simon, 1876 è un genere di ragni appartenente alla famiglia Salticidae.

## Caratteristiche
La maggior parte delle specie ha una predilezione particolare per l'aspetto dei gusci di lumaca, di colore da scuro al nero con striature bianche circolari sul dorso. Sono spesso presenti vivaci macchioline e piccole strie rosse. I maschi di P. striatus e di P. lapponicus per l'aspetto esteriore possono facilmente essere confusi con Hasarius adansoni.

## Distribuzione
Le 81 specie oggi note di questo genere hanno ampia diffusione e sono localizzate in Africa, Europa, Asia, America settentrionale e Australia, quasi cosmopolita.
In Italia sono state reperite 8 specie di questo genere

## Tassonomia
Considerato un sinonimo anteriore di Hyllothyene Caporiacco, 1939 a seguito di un lavoro di Prószynski nel 1987, con trasferimento della specie tipo.
Non è invece un sinonimo anteriore di Evarcha Simon, 1902 o di Habronattus F. O. P.-Cambridge, 1901 a seguito di uno studio di Griswold del 1987 e contra un precedente studio di Lowrie & Gertsch del 1955. Considerazioni concernenti questa diatriba sono state anche espresse da un lavoro di Prószynski del 2002 su un esemplare femminile delle Hawaii.
A dicembre 2010, si compone di 81 specie e 1 sottospecie:
1. Pellenes aethiopicus Strand, 1906 — Etiopia
2. Pellenes albopilosus (Tyschchenko, 1965) — Russia, Kazakistan
3. Pellenes allegrii Caporiacco, 1935 — Asia centrale, India
4. Pellenes amazonka Logunov, Marusik & Rakov, 1999 — Asia centrale
5. Pellenes apacheus Lowrie & Gertsch, 1955 — USA
6. Pellenes arciger (Walckenaer, 1837) — Europa meridionale (presente in Italia)
7. Pellenes badkhyzicus Logunov, Marusik & Rakov, 1999 — Turkmenistan
8. Pellenes beani Peckham & Peckham, 1903 — Sudafrica
9. Pellenes bitaeniata (Keyserling, 1882) — Australia occidentale, Queensland, Nuovo Galles del Sud
10. Pellenes bonus Logunov, Marusik & Rakov, 1999 — Turkmenistan
11. Pellenes borisi Logunov, Marusik & Rakov, 1999 — Kazakistan
12. Pellenes brevis (Simon, 1868) — Spagna, Francia, Germania, Italia, Macedonia, Rodi (Dodecaneso)
13. Pellenes bulawayoensis Wesolowska, 2000 — Zimbabwe
14. Pellenes canosus Simon, 1937 — Francia
15. Pellenes cinctipes (Banks, 1898) — Messico
16. Pellenes cingulatus Wesolowska & Russell-Smith, 2000 — Tanzania
17. Pellenes corticolens Chamberlin, 1924 — Messico
18. Pellenes crandalli Lowrie & Gertsch, 1955 — USA
19. Pellenes dahli Lessert, 1915 — Uganda
20. Pellenes denisi Schenkel, 1963 — Tagikistan, Cina
21. Pellenes diagonalis (Simon, 1868) — Isola di Corfù, Grecia, Macedonia, Turchia, Israele
22. Pellenes dilutus Logunov, 1995 — Asia centrale
23. Pellenes durieui (Lucas, 1846) — Algeria
24. Pellenes dyali Roewer, 1951 — Pakistan
25. Pellenes epularis (O. P.-Cambridge, 1872) — dalla Grecia alla Cina, Namibia
26. Pellenes flavipalpis (Lucas, 1853) — Grecia, Creta, Cipro
27. Pellenes frischi (Audouin, 1826) — Egitto
28. Pellenes geniculatus (Simon, 1868) — Regione paleartica meridionale (presente in Italia), Tanzania; introdotto in Belgio
  - Pellenes geniculatus subsultans (Simon, 1868) — Francia
29. Pellenes gerensis Hu, 2001 — Cina
30. Pellenes gobiensis Schenkel, 1936 — Russia, Mongolia, Cina
31. Pellenes grammaticus Chamberlin, 1925 — USA
32. Pellenes hadaensis Prószynski, 1993 — Arabia Saudita
33. Pellenes hedjazensis Prószynski, 1993 — Arabia Saudita
34. Pellenes iforhasorum Berland & Millot, 1941 — Sudan, Mali
35. Pellenes ignifrons (Grube, 1861) — USA, Canada, Russia, Mongolia
36. Pellenes inexcultus (O. P.-Cambridge, 1873) — Isola di Sant' Elena
37. Pellenes karakumensis Logunov, Marusik & Rakov, 1999 — Turkmenistan
38. Pellenes laevigatus (Simon, 1868) — Isola di Corfù, Libano
39. Pellenes lagrecai Cantarella & Alicata, 2002 — Italia
40. Pellenes lapponicus (Sundevall, 1833) — Regione paleartica
41. Pellenes levaillanti (Lucas, 1846) — Algeria
42. Pellenes levii Lowrie & Gertsch, 1955 — USA
43. Pellenes limatus Peckham & Peckham, 1901 — USA
44. Pellenes limbatus Kulczyński, 1895 — Russia, Asia centrale, Mongolia, Cina
45. Pellenes logunovi Marusik, Hippa & Koponen, 1996 — Russia
46. Pellenes longimanus Emerton, 1913 — USA
47. Pellenes lucidus Logunov & Zamanpoore, 2005 — Afghanistan
48. Pellenes luculentus Wesolowska & van Harten, 2007 — Yemen
49. Pellenes maderianus Kulczynski, 1905 — Madeira, Israele
50. Pellenes marionis (Schmidt & Krause, 1994) — Isole Capo Verde
51. Pellenes mimicus Strand, 1906 — Etiopia
52. Pellenes minimus (Caporiacco, 1933) — Libia
53. Pellenes modicus Wesolowska & Russell-Smith, 2000 — Tanzania
54. Pellenes montanus (Emerton, 1894) — USA, Canada
55. Pellenes moreanus Metzner, 1999 — Grecia
56. Pellenes negevensis Prószynski, 2000 — Israele
57. Pellenes nigrociliatus (Simon, 1875) — Regione paleartica (presente in Italia)
58. Pellenes obliquostriatus Caporiacco, 1940 — Etiopia
59. Pellenes pamiricus Logunov, Marusik & Rakov, 1999 — Tagikistan
60. Pellenes peninsularis Emerton, 1925 — Canada
61. Pellenes perexcultus Clark & Benoit, 1977 — Isola di Sant' Elena
62. Pellenes pseudobrevis Logunov, Marusik & Rakov, 1999 — Asia centrale
63. Pellenes pulcher Logunov, 1995 — Russia, Kazakistan, Mongolia
64. Pellenes purcelli Lessert, 1915 — Uganda
65. Pellenes rufoclypeatus Peckham & Peckham, 1903 — Sudafrica
66. Pellenes seriatus (Thorell, 1875) — Grecia, Bulgaria, Italia, Macedonia, Russia, Asia centrale
67. Pellenes shoshonensis Gertsch, 1934 — USA
68. Pellenes sibiricus Logunov & Marusik, 1994 — Russia, Asia centrale, Mongolia, Cina
69. Pellenes siculus Alicata & Cantarella, 2000 — Sicilia
70. Pellenes stepposus (Logunov, 1991) — Russia, Kazakistan
71. Pellenes striolatus Wesolowska & van Harten, 2002 — Socotra
72. Pellenes sytchevskayae Logunov, Marusik & Rakov, 1999 — Uzbekistan, Turkmenistan
73. Pellenes tharinae Wesolowska, 2006 — Namibia
74. Pellenes tocharistanus Andreeva, 1976 — Asia centrale
75. Pellenes tripunctatus (Walckenaer, 1802)[3] — Regione paleartica (presente in Italia)
76. Pellenes turkmenicus Logunov, Marusik & Rakov, 1999 — Russia, Asia centrale
77. Pellenes unipunctus Saito, 1937 — Cina
78. Pellenes univittatus (Caporiacco, 1939) — Etiopia
79. Pellenes vanharteni Wesolowska, 1998 — Isole Capo Verde
80. Pellenes washonus Lowrie & Gertsch, 1955 — USA
81. Pellenes wrighti Lowrie & Gertsch, 1955 — USA

### Omonimia
- Pellenes pulcher Wesolowska, 2000; gli esemplari femminili, rinvenuti nello Zimbabwe, analizzati e denominati dalla Wesolowska, sono stati ridenominati come Pellenes tharinae Wesolowska, 2006 per ovviare all'omonimia con Pellenes pulcher Logunov, 1995[1].

### Specie trasferite
Un approfondito studio dell'aracnologo Griswold del 1987 diede luogo alla scissione da questo genere di numerosi taxa, ben 87 specie e tre sottospecie, trasferite al genere Habronattus:
1. Pellenes agilis (Banks, 1893); trasferita al genere Habronattus F. O. P.-Cambridge, 1901.
2. Pellenes altanus Gertsch, 1934; trasferita al genere Habronattus.
3. Pellenes americanus (Keyserling, 1884); trasferita al genere Habronattus.
4. Pellenes amicus Peckham & Peckham, 1909; trasferita al genere Habronattus.
5. Pellenes ammophilus Chamberlin, 1924; trasferita al genere Habronattus.
6. Pellenes anepsius Chamberlin, 1924; trasferita al genere Habronattus.
7. Pellenes angelus Chamberlin, 1924; trasferita al genere Habronattus.
8. Pellenes arizonensis Banks, 1904; trasferita al genere Habronattus.
9. Pellenes aztecanus (Banks, 1898); trasferita al genere Habronattus.
10. Pellenes banksi Peckham & Peckham, 1901; trasferita al genere Habronattus.
11. Pellenes belliger (Peckham & Peckham, 1896); trasferita al genere Habronattus.
12. Pellenes birgei Peckham & Peckham, 1901; trasferita al genere Habronattus.
13. Pellenes borealis (Banks, 1895); trasferita al genere Habronattus.
14. Pellenes brunneus Peckham & Peckham, 1901; trasferita al genere Habronattus.
15. Pellenes brunneus insignis (Bryant, 1942); trasferita al genere Habronattus.
16. Pellenes bulbipes Chamberlin & Ivie, 1941; trasferita al genere Habronattus.
17. Pellenes calcaratus Banks, 1904; trasferita al genere Habronattus.
18. Pellenes californicus Banks, 1904; trasferita al genere Habronattus.
19. Pellenes cambridgei Bryant, 1948; trasferita al genere Habronattus.
20. Pellenes cambridgei Kraus, 1955; trasferita al genere Habronattus.
21. Pellenes captiosus Gertsch, 1934; trasferita al genere Habronattus.
22. Pellenes carolinensis Peckham & Peckham, 1901; trasferita al genere Habronattus.
23. Pellenes clypeatus (Banks, 1895); trasferita al genere Habronattus.
24. Pellenes cockerelli Banks, 1901; trasferita al genere Habronattus.
25. Pellenes coecatus (Hentz, 1846); trasferita al genere Habronattus.
26. Pellenes cognatus Peckham & Peckham, 1901; trasferita al genere Habronattus.
27. Pellenes conjunctus (Banks, 1898); trasferita al genere Habronattus.
28. Pellenes contingens Chamberlin, 1925; trasferita al genere Habronattus.
29. Pellenes decorus (Blackwall, 1846); trasferita al genere Habronattus.
30. Pellenes delectus Peckham & Peckham, 1909; trasferita al genere Habronattus.
31. Pellenes divaricatus (Banks, 1898); trasferita al genere Habronattus.
32. Pellenes dolosus Peckham & Peckham, 1901; trasferita al genere Habronattus.
33. Pellenes dorotheae Gertsch & Mulaik, 1936; trasferita al genere Habronattus.
34. Pellenes eleganoides Chamberlin & Ivie, 1941; trasferita al genere Habronattus.
  - Pellenes eleganoides suranus Chamberlin & Ivie, 1941; trasferita al genere Habronattus.
35. Pellenes elegans Peckham & Peckham, 1901; trasferita al genere Habronattus.
  - Pellenes elegans georgiensis (Chamberlin & Ivie, 1944); trasferita al genere Habronattus.
36. Pellenes ensenadae Petrunkevitch, 1930; trasferita al genere Habronattus.
37. Pellenes facetus Petrunkevitch, 1930; trasferita al genere Habronattus.
38. Pellenes fallax Peckham & Peckham, 1909; trasferita al genere Habronattus.
39. Pellenes festus Peckham & Peckham, 1901; trasferita al genere Habronattus.
40. Pellenes formosus Banks, 1905; trasferita al genere Habronattus.
41. Pellenes forticulus Gertsch & Mulaik, 1936; trasferita al genere Habronattus.
42. Pellenes griseus Peckham & Peckham, 1901; trasferita al genere Habronattus.
43. Pellenes hallani Richman, 1973; trasferita al genere Habronattus.
44. Pellenes hirsutus (Peckham & Peckham, 1888); trasferita al genere Habronattus.
45. Pellenes hondurasus Roewer, 1951; trasferita al genere Habronattus.
46. Pellenes hutchinsoni Peckham & Peckham, 1909; trasferita al genere Habronattus.
47. Pellenes icenoglei Griswold, 1979; trasferita al genere Habronattus.
48. Pellenes jucundus Peckham & Peckham, 1909; trasferita al genere Habronattus.
49. Pellenes kawini Griswold, 1979; trasferita al genere Habronattus.
50. Pellenes klauseri Peckham & Peckham, 1901; trasferita al genere Habronattus.
51. Pellenes kubai Griswold, 1979; trasferita al genere Habronattus.
52. Pellenes leuceres Chamberlin, 1925; trasferita al genere Habronattus.
53. Pellenes mexicanus (Peckham & Peckham, 1896); trasferita al genere Habronattus.
54. Pellenes mimulus Chamberlin & Gertsch, 1929; trasferita al genere Habronattus.
55. Pellenes moratus Gertsch & Mulaik, 1936; trasferita al genere Habronattus.
56. Pellenes mundus Peckham & Peckham, 1909; trasferita al genere Habronattus.
57. Pellenes mustaciata Chamberlin & Ivie, 1941; trasferita al genere Habronattus.
58. Pellenes nemoralis Peckham & Peckham, 1901; trasferita al genere Habronattus.
59. Pellenes neomexicanus Chamberlin, 1925; trasferita al genere Habronattus.
60. Pellenes nigripes Chamberlin & Ivie, 1941; trasferita al genere Habronattus.
61. Pellenes oregonensis (Peckham & Peckham, 1888); trasferita al genere Habronattus.
62. Pellenes paratus (Peckham & Peckham, 1896); trasferita al genere Habronattus.
63. Pellenes peckhami Banks, 1921; trasferita al genere Habronattus.
64. Pellenes perfidus (F. O. P.-Cambridge, 1901); trasferita al genere Habronattus.
65. Pellenes philipi Gertsch & Jellison, 1939; trasferita al genere Habronattus.
66. Pellenes politus Peckham & Peckham, 1901; trasferita al genere Habronattus.
67. Pellenes polius Chamberlin, 1924; trasferita al genere Habronattus.
68. Pellenes praecinctus (Simon, 1890); ridenominata come Evarcha praeclara.
69. Pellenes pretiosus (Bryant, 1947); trasferita al genere Habronattus.
70. Pellenes pyrrithrix Chamberlin, 1924; trasferita al genere Habronattus.
71. Pellenes rutherfordi Gertsch & Mulaik, 1936; trasferita al genere Habronattus.
72. Pellenes sabulosus Peckham & Peckham, 1901; trasferita al genere Habronattus.
73. Pellenes sansoni Emerton, 1915; trasferita al genere Habronattus.
74. Pellenes schlingeri Griswold, 1979; trasferita al genere Habronattus.
75. Pellenes scotsdalei Peckham & Peckham, 1909; trasferita al genere Habronattus.
76. Pellenes signatus (Banks, 1900); trasferita al genere Habronattus.
77. Pellenes simplex Peckham & Peckham, 1901; trasferita al genere Habronattus.
78. Pellenes striatipes (Grube, 1861); trasferita al genere Yaginumaella.
79. Pellenes superciliosus Peckham & Peckham, 1901; trasferita al genere Habronattus.
80. Pellenes tachypodus (Chamberlin & Ivie, 1944); trasferita al genere Habronattus.
81. Pellenes tarsalis Banks, 1904; trasferita al genere Habronattus.
82. Pellenes texanus Chamberlin, 1924; trasferita al genere Habronattus.
83. Pellenes tranquillus Peckham & Peckham, 1901; trasferita al genere Habronattus.
84. Pellenes trimaculatus (Bryant, 1945); trasferita al genere Habronattus.
85. Pellenes tuberculatus Gertsch & Mulaik, 1936; trasferita al genere Habronattus.
86. Pellenes umatillus Peckham & Peckham, 1909; trasferita al genere Habronattus.
87. Pellenes ustulatus Griswold, 1979; trasferita al genere Habronattus.
88. Pellenes ususudi Yaginuma, 1972; trasferita al genere Yaginumaella.
89. Pellenes viridipes (Hentz, 1846); trasferita al genere Habronattus.
90. Pellenes waughi Emerton, 1926; trasferita al genere Habronattus.
91. Pellenes zebraneus (F. O. P.-Cambridge, 1901); trasferita al genere Habronattus.

### Nomina dubia
1. Pellenes campylophorus (Thorell, 1875); un esemplare giovanile, reperito in Ucraina e originariamente descritto nell'ex-genere Attus, venne trasferito in Pellenes da Simon nel 1876; a seguito di un lavoro degli aracnologi Logunov, Marusik & Rakov del 1999 è da considerarsi Nomen dubium[1].
2. Pellenes candidus Peckham & Peckham, 1901; esemplari femminili, rinvenuti negli USA, a seguito di un lavoro dell'aracnologo Griswold del 1987, sono da ritenersi nomina dubia[1].
3. Pellenes dorsalis (Banks, 1898); esemplari maschili e femminili, rinvenuti in Messico, originariamente ascritti al genere Habrocestum e trasferiti in Pellenes dai coniugi Peckham nel 1901, a seguito di un lavoro dell'aracnologo Griswold del 1987, sono da ritenersi nomina dubia[1].
4. Pellenes dubitatus (Banks, 1898); esemplari femminili, rinvenuti in Messico, originariamente ascritti al genere Habrocestum e trasferiti in Pellenes dai coniugi Peckham nel 1901, a seguito di un lavoro dell'aracnologo Griswold del 1987, sono da ritenersi nomina dubia[1].
5. Pellenes pacificus Banks, 1904; esemplari femminili, rinvenuti negli USA, a seguito di un lavoro dell'aracnologo Griswold del 1987, sono da ritenersi nomina dubia[1].
6. Pellenes placidus Peckham & Peckham, 1901; esemplare femminile, rinvenuti in Messico, a seguito di un lavoro dell'aracnologo Griswold del 1987, sono da ritenersi nomina dubia[1].
7. Pellenes translatus Peckham & Peckham, 1901; esemplari maschili, rinvenuti nell'isola di Giamaica, a seguito di un lavoro dell'aracnologo Griswold del 1987, sono da ritenersi nomina dubia[1].
8. Pellenes vagabundus (Marx, 1890); originariamente descritto nell'ex-genere Attus, si tratta di un cambiamento di nome per Attus multivagus Hentz, 1846, nome già occupato; trasferito in Pellenes dall'aracnologo Banks nel 1910, a seguito di un lavoro di Roewer del 1955 è da ritenersi nomen dubium[1].